# 豊田拓矢
豊田 拓矢 （とよだ たくや、1987年3月28日 - ）は、埼玉県八潮市出身の元プロ野球選手（投手）。右投右打。

## 経歴

### プロ入り前
小学校5年生の時に「小作田ベスターズ」で野球を始め、八潮中学校時代は「八潮シニア」でプレーした。浦和学院高等学校では1年生時の夏にベンチ入りし、チームは1年生時と3年生時に全国高等学校野球選手権大会に出場、自身は通算で2試合2/3回を投げ防御率0.00だった。
上武大学4年生の時、関甲新学生野球・春季リーグで5勝を挙げ最多勝を受賞した。この年、チームは第57回全日本大学野球選手権大会に出場。大学通算成績は12試合74回を投げ9勝2敗、防御率1.82。
TDKでは1年目から都市対抗、日本選手権に登板。3年目にJR東日本東北の補強選手として第82回都市対抗野球大会に出場、2回戦で救援登板し勝利投手になった。5年目の第84回都市対抗野球大会の2回戦で先発登板し、ヤマハ打線相手に7回2死まで完全投球をしていたが、その後1点を失い敗戦投手になった。
2013年10月24日に行われたプロ野球ドラフト会議で埼玉西武ライオンズに3巡目で指名され、契約金6000万円、年俸1200万円（金額は推定）で合意し、入団。背番号は「19」に決まった。

### 西武時代
2014年は開幕を一軍で迎えた。3月29日の対東北楽天ゴールデンイーグルス戦において3点ビハインドの9回に4番手でプロ初登板し、1回を投げ被安打0、奪三振1、無失点だった。4月17日の対千葉ロッテマリーンズ戦では1点リードの5回一死の場面に2番手で登板し、1回2/3を投げ無失点で初勝利を挙げた。この日、ともに新人の中日ドラゴンズの又吉克樹とオリックス・バファローズの東明大貴もプロ初勝利を挙げたが、新人の投手3人が同日に初勝利を挙げたのは59年ぶりの記録となった（新人に限らない3人同日の初勝利では2年ぶり）。しかし、同月22日の対楽天戦ではアンドリュー・ジョーンズにサヨナラ本塁打を浴びた。5月21日の対読売ジャイアンツ戦では2点リードの6回に2番手で登板し、1回を投げ無失点で初ホールドを挙げた。9月25日の対オリックス戦では初先発したが、3回に右足がつり降板した。2回0/3を投げ1失点で勝敗はつかなかった。
2016年は右肩が完治した8月に一軍に昇格し、6試合に登板、2017年は一軍登板はなかった。
2018年は2年ぶりの一軍登板を果たすも2試合の登板で防御率13.50と振るわず、10月4日に戦力外通告を受けた｡

### 退団後
西武退団後は、妻の実家がある由利本荘市で再就職。退団後も野球に関わりたく、妻の秋田県立西目高等学校時代の恩師である、石川聡（秋田県立秋田南高等学校野球部監督）に相談。学生野球資格回復制度の認定を受け、2019年2月より秋田南高校野球部の外部コーチに就任。週末の練習に、バッテリーやトレーニング、投球術、配球面など幅広く指導している。
2024年からは、由利本荘市の「マーベラス」で自身もプレーをしている。

## 選手としての特徴
大学4年生時に直球は最速152km/hを記録。社会人時代に病気や怪我の影響で一時期球速を10km/h近く落とすも、5年目には150km/hに回復させた。
投球フォームは松坂大輔のそれを参考にした大きく胸を張るスタイル。このフォームを維持するため、社会人時代は水泳で背筋を鍛えていた。

## 詳細情報

### 年度別投手成績
| 年 度    | 球 団    | 登 板 | 先 発 | 完 投 | 完 封 | 無 四 球 | 勝 利 | 敗 戦 | セ 丨 ブ | ホ 丨 ル ド | 勝 率 | 打 者 | 投 球 回 | 被 安 打 | 被 本 塁 打 | 与 四 球 | 敬 遠 | 与 死 球 | 奪 三 振 | 暴 投 | ボ 丨 ク | 失 点 | 自 責 点 | 防 御 率 | W H I P |
| -------- | -------- | ----- | ----- | ----- | ----- | -------- | ----- | ----- | -------- | ----------- | ----- | ----- | -------- | -------- | ----------- | -------- | ----- | -------- | -------- | ----- | -------- | ----- | -------- | -------- | ------- |
| 2014     | 西武     | 34    | 1     | 0     | 0     | 0        | 2     | 2     | 0        | 2           | .500  | 172   | 39.2     | 48       | 5           | 10       | 0     | 2        | 17       | 1     | 0        | 20    | 20       | 4.54     | 1.46    |
| 2015     | 西武     | 3     | 0     | 0     | 0     | 0        | 0     | 0     | 0        | 0           | .---  | 15    | 3.2      | 1        | 0           | 4        | 1     | 0        | 2        | 0     | 0        | 0     | 0        | 0.00     | 1.36    |
| 2016     | 西武     | 6     | 0     | 0     | 0     | 0        | 0     | 0     | 0        | 0           | .---  | 29    | 6.0      | 7        | 0           | 3        | 0     | 0        | 7        | 1     | 0        | 1     | 1        | 1.50     | 1.67    |
| 2018     | 西武     | 2     | 0     | 0     | 0     | 0        | 0     | 0     | 0        | 0           | .---  | 7     | 1.1      | 2        | 0           | 1        | 0     | 0        | 0        | 0     | 0        | 2     | 2        | 13.50    | 2.25    |
| NPB：4年 | NPB：4年 | 45    | 1     | 0     | 0     | 0        | 2     | 2     | 0        | 2           | .500  | 223   | 50.2     | 58       | 5           | 18       | 1     | 2        | 26       | 2     | 0        | 23    | 23       | 4.09     | 1.50    |

- 2018年度シーズン終了時
- 各年度の太字はリーグ最高

### 年度別守備成績
| 年 度 | 球 団 | 投手  | 投手  | 投手  | 投手  | 投手  | 投手     |
| 年 度 | 球 団 | 試 合 | 刺 殺 | 補 殺 | 失 策 | 併 殺 | 守 備 率 |
| ----- | ----- | ----- | ----- | ----- | ----- | ----- | -------- |
| 2014  | 西武  | 34    | 1     | 7     | 0     | 0     | 1.000    |
| 2015  | 西武  | 3     | 0     | 0     | 0     | 0     | .---     |
| 2016  | 西武  | 6     | 0     | 3     | 0     | 0     | 1.000    |
| 2018  | 西武  | 2     | 0     | 0     | 0     | 0     | .---     |
| NPB   | NPB   | 45    | 1     | 10    | 0     | 0     | 1.000    |

- 2018年度シーズン終了時

### 記録
- 初登板：2014年3月29日、対東北楽天ゴールデンイーグルス2回戦（西武ドーム）、9回表に4番手で救援登板・完了、1回無失点
- 初奪三振：同上、9回表にケビン・ユーキリスから空振り三振
- 初勝利：2014年4月17日　対千葉ロッテマリーンズ5回戦（西武ドーム）、5回表に2番手で救援登板、1回2/3 無失点
- 初ホールド：2014年5月21日、対読売ジャイアンツ2回戦（西武ドーム）、6回表に2番手で救援登板、1回無失点
- 初先発登板：2014年9月25日、対オリックス・バファローズ23回戦（京セラドーム大阪）、2回0/3 1失点 で勝敗つかず

### 背番号
- 19 （2014年 - 2017年）
- 49 （2018年）